# Luigi De Servi

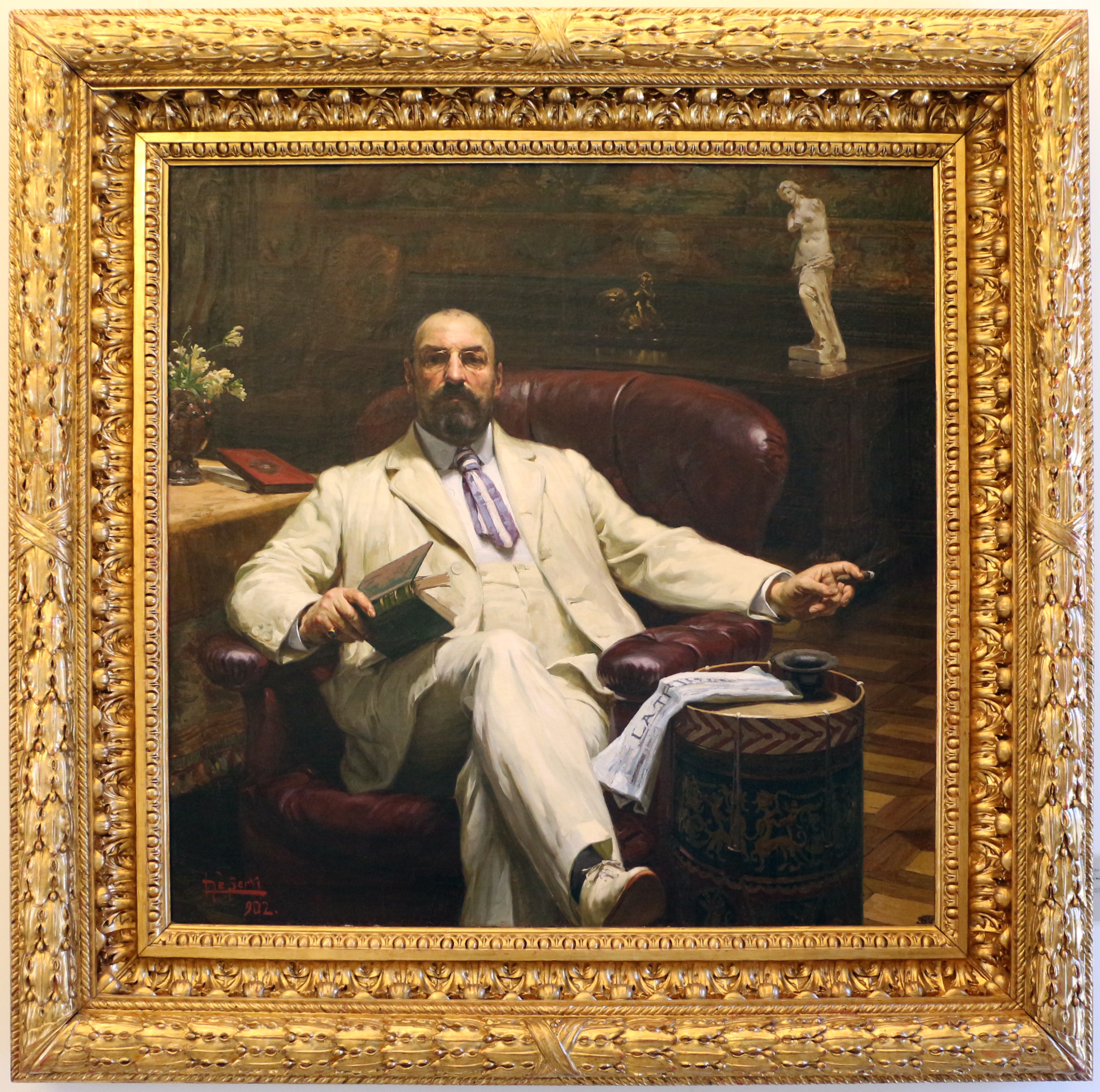
Luigi De Servi, autorretrato, 1902.

Luigi de Servi, conocido en la Argentina como Luis de Servi, (Lucca, Italia, 4 de junio de 1863-Italia, 25 de junio de 1945) fue un pintor retratista italiano que vivió muchos años en Argentina donde realizó numerosos trabajos para el gobierno, entre ellos el fresco que se encuentra en el Salón Blanco de la Casa Rosada (nombre del edificio desde donde gobierna el poder ejecutivo de esa Nación). Realizó además muchos otros trabajos en París, Londres y en su país de origen.

## Biografía

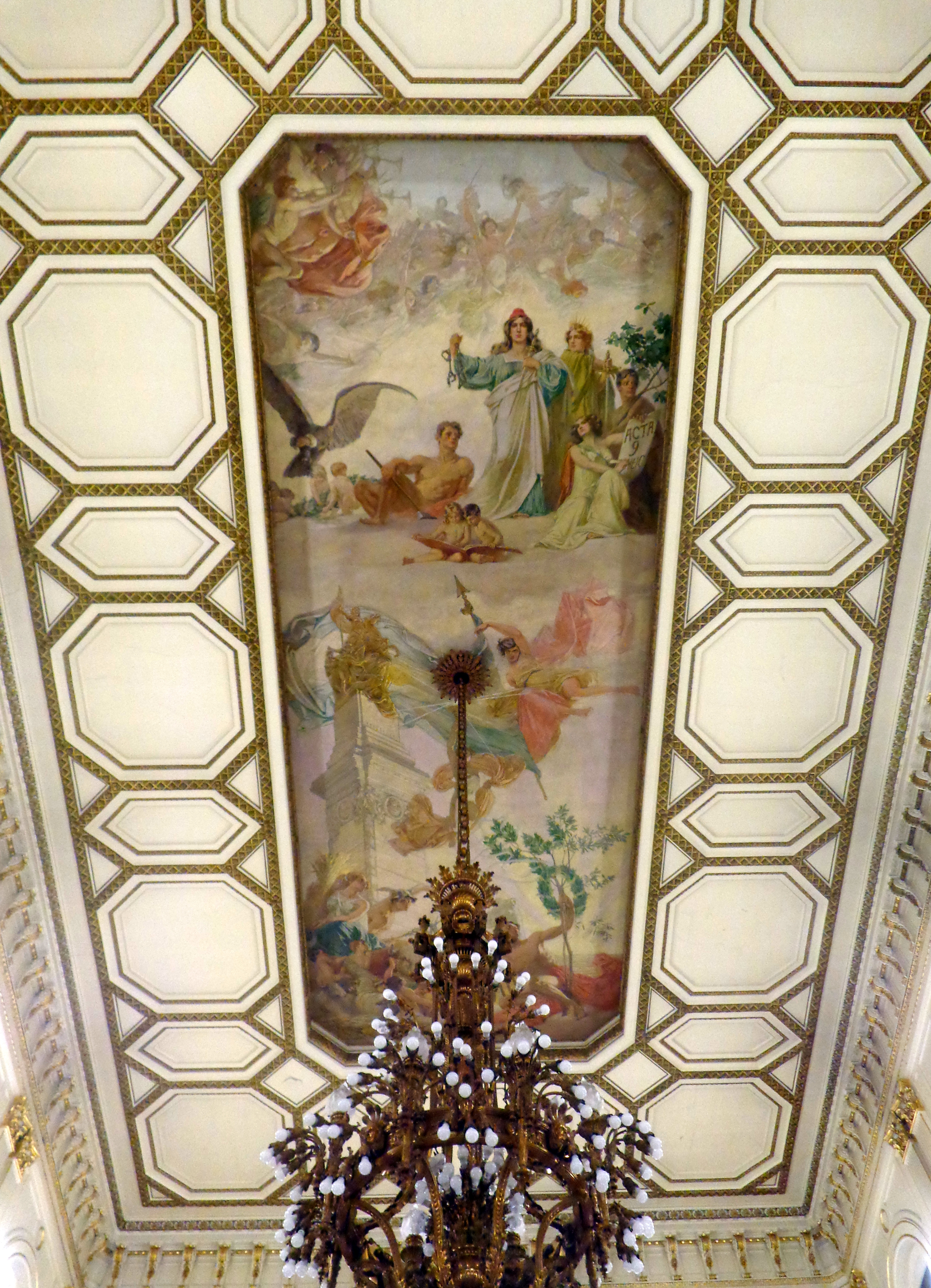
Pintura sobre tela en el techo del Salón Blanco de la Casa Rosada

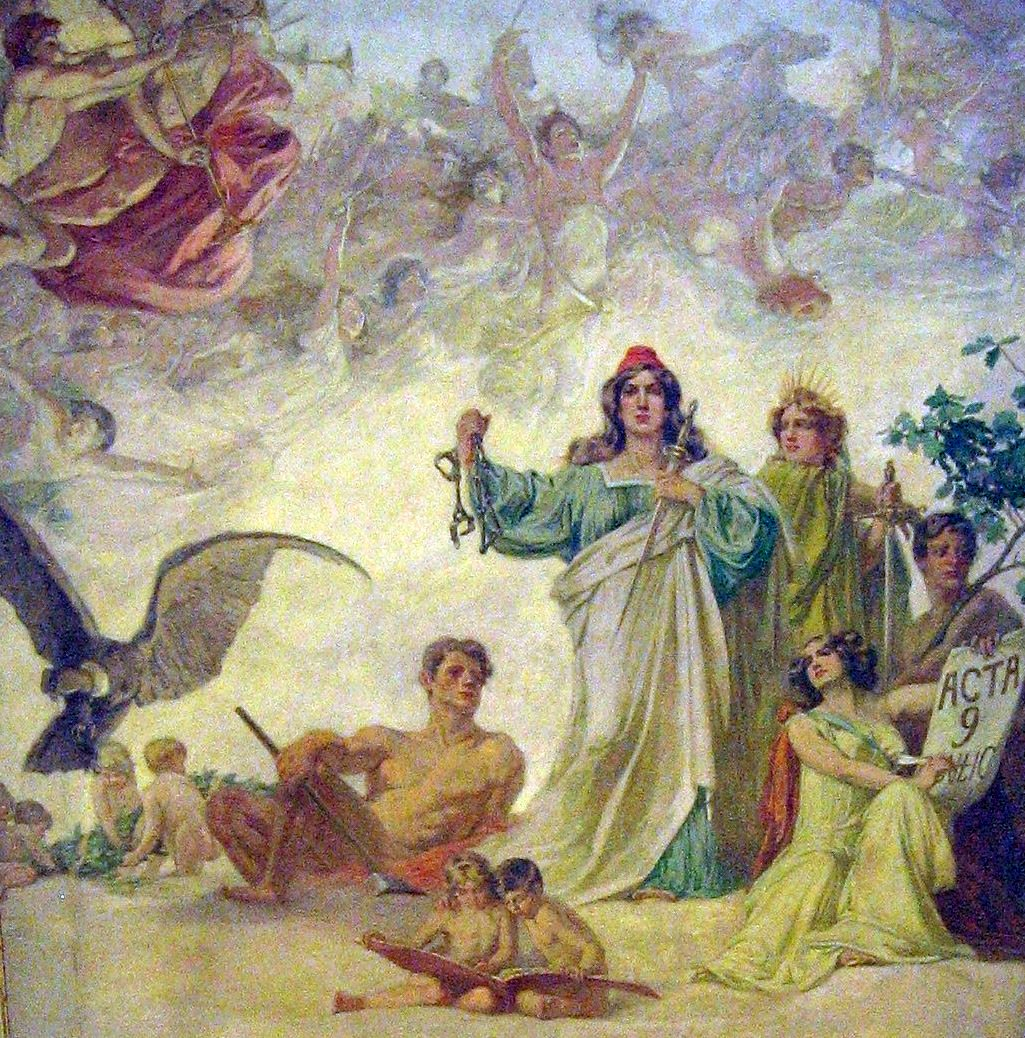
Detalle de la Alegoría de la Declaración de la Independencia.

Nació en 1863 en Lucca, donde estudió en el Instituto Real de Bellas Artes de Lucca, discípulo de Luigi Norfini.
En 1883 se embarcó desde el puerto de Génova en un barco a vapor con destino a la Argentina. En Buenos Aires comienza a exponer algunas obras, traídas de Italia, en la ventana de una de los típicos locales que venden productos para pintores y exhiben pinturas.Logra vender   todo en solo una semana y en pocos meses obtiene comisiones importantes. Se afirma como pintor retratista para las familias de élite. Comienza entonces a enviar dinero a su familia mensualmente e invita a todos sus hermanos a unirse a trabajar con él.
En 1884 realizó frescos en la "Casa Rosada", edificio del poder ejecutivo de la Nación Argentina, en Buenos Aires y el Gobierno le encargó además la decoración en la rotonda de entrada de la ciudad de La Plata y en 1886 el Triunfo de la Provincia de Buenos Aires, en el vestíbulo de la Cámara de Senadores de la provincia de Buenos Aires.
Estas son sólo algunas de las obras que realiza en los años de la década de 1880 en Argentina, hasta que decidió volver a Lucca en 1891. Al año siguiente, en Varazze, lleva a cabo el Triunfo del Amor, fresco en el salón de la planta principal en Villa Lavarello, y para la iglesia de Santa Catarina en Lucca.
En 1898 pintó las decoraciones de la villa de Giacomo Puccini en Torre del Lago. Aquí De Servi abrió su propio estudio y trabajó para clientes públicos y privados, también pasó algunos períodos en Londres y en París, siendo requerido en esas ciudades como retratista.
En 1909, invitado a realizar trabajos para altos dignatarios de Argentina, regresa a Buenos Aires, donde se estableció por algunos años.
En marzo de 1909, en Génova, se convierte en parte de la "Joven Italia", grupo alternativo a la vieja guardia artística. El 13 de mayo, se embarcó para ir a Montevideo, Uruguay, y a Buenos Aires. De Servi fue invitado a realizar varios retratos de dignatarios argentinos, entre ellos el presidente Roque Saenz Pena. En 1910, con su esposa e hijas se instaló en Buenos Aires, donde realizó los frescos  frescos del techo de la Sala Presidencial, en la Casa Rosada.
Volvió definitivamente a Italia en 1914.
En 1926 fue nombrado por unanimidad secretario de la recién formado Sindacato Fascista degli Artisti Lucchesi.
En marzo, se lleva a cabo una exposición personal con 31 obras, en el vestíbulo del Teatro Nacional. La exposición está organizada por la revista de arte "Fiamma".
En 1933, pintó dos grandes lienzos para la nueva Caja de Ahorros de Lucca. En 1938, expuso en una muestra de pintores de Liguria del siglo XIX, en el Palazzo Rosso, Génova. En 1939, tuvo una exposición individual en la Galería Gerì de Milán.
Muere en 1945 tras una larga enfermedad.